# Eddie Jones (entrenador)
Eddie M. Jones (Burnie, 30 de enero de 1960) es un exjugador y entrenador australiano de rugby que se desempeñaba como hooker. Recientemente entrenó a Australia desde enero hasta octubre de 2023. Anteriormente dirigió a Australia, Japón e Inglaterra. Regresó al cargo de entrenador de Japón en enero de 2024.

## Palmarés
- Campeón del Torneo de las Seis Naciones de 2016.
- Campeón del Asia Rugby Championship de 2012, 2013, 2014, 2015.
- Campeón del Super Rugby de 2001.
- Mejor entrenador del año en 2017.

## Participaciones en Copas del Mundo
| Mundial                       | Sede       | Equipo     | Resultado      | PJ | PG | PE | PP | Pts + | Pts - |
| ----------------------------- | ---------- | ---------- | -------------- | -- | -- | -- | -- | ----- | ----- |
| Copa Mundial de Rugby de 2003 | Australia  | Australia  | Subcampeón     | 7  | 6  | 0  | 1  | 345   | 78    |
| Copa Mundial de Rugby de 2015 | Inglaterra | Japón      | Fase de grupos | 4  | 3  | 0  | 1  | 98    | 100   |
| Copa Mundial de Rugby de 2019 | Japón      | Inglaterra | Subcampeón     | 7  | 5  | 1  | 1  | 190   | 75    |
| Copa Mundial de Rugby de 2023 | Francia    | Australia  | fase de grupos | 4  | 2  | 0  | 2  | 90    | 91    |